# 小野龍猛
小野 龍猛（おの りゅうも、1988年1月6日 - ）は、日本の男子バスケットボール選手。東京都出身。B.LEAGUEの京都ハンナリーズ所属。ポジションはスモールフォワード。身長197cm、体重97kg。

## 来歴
立教小学校、立教新座中学校時代に、全中に出場。
國學院久我山高校に進学し、3年次のウィンターカップでは洛南高校相手に52得点を記録した。
その後、中央大学に進み、2年次に2007年ユニバーシアード代表に選出されベスト4となる。このチームは同年に大学を卒業した竹内公輔・譲次らいわゆる「竹内世代」が中心となっていたため、学生は小野と1学年上の寒竹隼人（拓大）の2人のみであった。
2010年、当時寒竹も所属していたトヨタ自動車に入社。
2013年、千葉ジェッツに移籍。同年のNBLオールスターゲーム当日に開催された3x3 UNPLUGGEDにNBL/NBDL選抜Aチーム（チーム名はAMBER）の一員として出場。メンバーは他に岡田優介（トヨタ自動車アルバルク〈現：アルバルク東京〉）、田渡修人（リンク栃木ブレックス〈現：宇都宮ブレックス〉）、落合知也（大塚商会アルファーズ〈現：越谷アルファーズ〉）等がいた。結果は準優勝。
2014年、バスケットボール男子日本代表に選出された。
身長の割りにインサイドよりもアウトサイドでのプレーが得意で、千葉ジェッツ移籍後はシューターとしての起用が多くなっている。そのため、千葉ジェッツの日本人選手の中で得点が一番多い選手となっている。
Bリーグ 2016-17シーズンに千葉ジェッツのキャプテンに任命された。
天皇杯の2017年・2018年の2年連続でベスト5に選出された。
2020年オフ、B1昇格を果たした信州ブレイブウォリアーズへ移籍。
2021年オフ、富山グラウジーズへ移籍。
2024年6月28日付で京都ハンナリーズに移籍。

## 経歴
- 立教新座中学校 - 國學院久我山高校 - 中央大学 - トヨタ自動車アルバルク（2010年～2013年）- 千葉ジェッツ（ふなばし）（2013年～2020年） - 信州ブレイブウォリアーズ（2020年～2021年） - 富山グラウジーズ（2021年～2024年） - 京都ハンナリーズ（2024年〜）

## 日本代表歴
- 2007ユニバーシアード[要出典]
- 2014年アジア競技大会

## 記録
| シーズン    | チーム | GP | GS | MPG  | FG%  | 3P%  | FT%  | RPG | APG | SPG | BPG | TO  | PPG  |
| ----------- | ------ | -- | -- | ---- | ---- | ---- | ---- | --- | --- | --- | --- | --- | ---- |
| NBL 2013-14 | 千葉   | 39 | 37 | 33.2 | .370 | .341 | .616 | 5.1 | 1.8 | 0.8 | 0.2 | 1.7 | 14.3 |
| NBL 2014-15 | 千葉   | 46 | 43 | 30.8 | .371 | .332 | .750 | 3.8 | 1.8 | 1.0 | 0.3 | 1.5 | 12.2 |
| NBL 2015-16 | 千葉   | 55 | 55 | 28.6 | .343 | .284 | .676 | 4.1 | 1.8 | 0.7 | 0.3 | 1.1 | 8.6  |
| B1 2016-17  | 千葉   | 60 | 60 | 31.2 | .411 | .398 | .670 | 3.1 | 2.4 | 0.6 | 0.2 | 1.5 | 12.3 |